# Adel (Georgia)
Adel város az USA Georgia államában. Lakosainak száma 5571 fő (2020. április 1.).

## Népesség
A település népességének változása:

| 2010 | 5 334 |
| 2020 | 5 571 |